# Stenus nigritulus
Stenus nigritulus – gatunek chrząszcza z rodziny kusakowatych i podrodziny myśliczków (Steninae).
Gatunek ten został opisany w 1827 roku przez Leonarda Gyllenhaala.
Chrząszcz o ciele długości od 3,5 do 4 mm, z wierzchu silnie punktowanym. Głowę cechuje czoło o słabo zaznaczonych wklęśnięciach bocznych i szerokim wybrzuszeniu między nimi. Pokrywy są o ¼ dłuższe niż przedplecze. Początkowe tergity odwłoka pozbawione są listewek w częściach nasadowych, natomiast zaopatrzone są w rynienkowate punkty. Odnóża ubarwione są czarno, rzadko z brunatnymi udami. Stopy charakteryzuje czwarty człon z lekkim, sercowatym wcięciem.
Owad palearktyczny, w Europie rozprzestrzeniony od krajów śródziemnomorskich po północ Skandynawii i Półwysep Kolski. Ponadto znany z Syberii i Kaukazu. W Polsce odnotowany na nielicznych stanowiskach. Zasiedla wilgotne łąki, tereny bagienne, torfowiska i pobrzeża wód od nizin po niższe położenia górskie.